# ميخائيل غودوي
ميخائيل غودوي (بالإسبانية: Michael Godoy) هو لاعب كرة قدم ومدرب كرة قدم باراغواياني، ولد في 17 يوليو 1983 في Caacupé ‏ في باراغواي. لعب مع Club Sportivo San Lorenzo ‏.

## وصلات خارجية
- ميخائيل غودوي على موقع قاعدة بيانات كرة القدم.إي يو (الإنجليزية)